# Asbach-Bäumenheim
Asbach-Bäumenheim är en kommun i Landkreis Donau-Ries i Regierungsbezirk Schwaben i förbundslandet Bayern i Tyskland. Namet ändrades 18 november 1958 från Asbach till det nuvarande.